# Papuanthicus
Papuanthicus is een geslacht van kevers van de familie snoerhalskevers (Anthicidae).

## Soorten
- P. aemulus Telnov, 2006
- P. papuanus Telnov, 2006